# Cypholoron frigidum
Cypholoron frigidum är en orkidéart som beskrevs av Dodson och Robert Louis Dressler. Cypholoron frigidum ingår i släktet Cypholoron, och familjen orkidéer. Inga underarter finns listade i Catalogue of Life.